# X 2000 i Australien

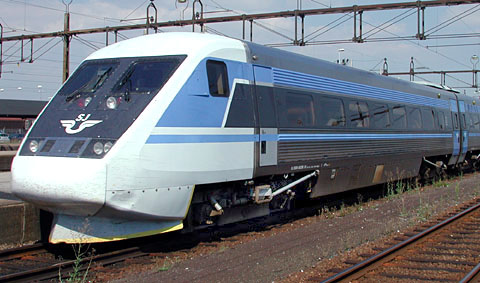
X2000 i originalfärg (i Sverige)

Mellan februari och juni 1995 provkördes tre svenska X2-fordon i Australien av fjärrtågoperatören Countrylink. Trots att allmänheten tyckte om fordonen och lutande-tåg-begreppet, att tåget lyckades att minska restiden mellan Sydney och Canberra med mer än 40 minuter, samt att några infrastrukturförändringar utfördes för att möjliggöra höghastighetskörning av de tre X2 fordon beslutade Countrylink att inte beställa något X 2000-tåg.

## Historia
Redan i januari 1990 hade idén om att köra lutande tåg i Nya Sydwales diskuterats av State Rail Authoritys vd Ross Sayers efter ett besök i Sverige och Italien. Vid årets slut sa Ross Sayers återigen att antingen svenska X 2000 eller italienska Pendolino skulle vara en möjlig ersättning för snabbtåget XPT. Vid denna tid bestod delstatens fjärrtågsflotta av snabbtåget XPT, dieselmotorvagnståg av typen 900 class (900 klass) och ett stort utbud av sittvagnar, restaurangvagnar och sovvagnar som användes i loktåg. Under 1991 skrevs ett flertal avtal med ABB för att utöka XPT-flottan, bygga nya dieselmotorvagnståg (Xplorer) och i stort sett eliminera loktågen; dessa fordon levererades 1992-1993. Trots detta föll lutande-tåg-idén inte i glömska och blev diskuterad igen 1991 då regeringen i Nya Sydwales föreslog lutade dieseltåg som ett billigare alternativ till VFT-projektet.
Under 1992 och 1993 blev idén ganska omtalad, och detta fortsatte fram till mitten av 1994. September 1994 började media att skriva om att Countrylink hade diskuterat med olika järnvägsföretag, i bland annat Sverige och Japan, om att få låna ett lutande tåg och i en presskonferens som ägde rum den 6 oktober 1994 uppgav Countrylinks general manager, Kim Finnimore, att förhandlingarna om att få låna ett X 2000-tåg av Statens Järnvägar var pågående.
Den 6 november 1994 annonserade delstaten Nya Sydwales transportminister Bruce Baird och State Rails vd John Brew planer att provköra tre X2-fordon i Nya Sydwales under 1995 och dygnet därpå skrevs ett avtal med ABB angående lån av tre fordon under en period av 10 månader.
Januari 1995 lastades fordonen på fartyget MV Taiko i Göteborg. Den 17 februari 1995 hamnade först bistrovagnen SJ 2620, följd av manövervagnen SJ 2520 och sittvagnen SJ 2819 på australisk mark då de lastades av fartyget MV Taiko i White Bay (Sydney).

## Förberedelser
Eftersom lastprofilen som används på stora delar av järnvägsnätet i Nya Sydwales är något smalare än X2-fordon krävdes det att ett lastprofiltesttåg skulle köras över hela nätet där det var planerat att köra X2-fordonen. Countrylink till och med skrev pressmeddelanden om testtåget och skickade dessa till byar och städer där testtåget skulle köras. Redan den 20 november 1994 hade testtåget kört till Canberra, Newcastle och Taree eftersom det planerats att köra X 2000:t i tjänst Sydney - Newcastle - Sydney - Canberra - Sydney samt Sydney - Taree - Sydney. Planerna för att köra i tjänst mellan Sydney och Newcastle samt Taree uteblev eftersom det finns ett stort antal perronger som ligger i kurvor på sträckorna Sydney - Newcastle samt Sydney - Taree och dessa skulle orsaka lastprofilproblem. På linjen mellan Sydney och Canberra, där X 2000-tåget skulle köras i tjänst, behövde många perronger skäras tillbaka för att möjliggöra höghastighetskörning av tåget, bland dem perrongerna vid Yerrinbool, Moss Vale, Wingello samt Goulburn.
Eftersom sträckan Sydney - Canberra inte var elektrifierad behövde man använda andra drivenheter än X2 och två XP-drivenheter valdes från XPT-flottan. Dessa enheter, XP2000 samt XP2009 målades speciellt om i en ny "Tilt Train/140 Years of Rail" (lutande tåg/järnväg 140) färg för att fira inte bara X 2000:s besök utan också att delstatens järnväg skulle fylla 140 år september 1995. Bortsett från ommålningen behövde olika modifikationer utföras på fordonen, såsom förändringar av bromsar och förarhytterna och de utrustades med nya generatorer som ökade enheternas tyngd med två ton till 80 ton. Den första enhet att målas om och genomgå modifiering, XP2000, stod färdig den 23 december 1994. Modifikationerna till XP2009 genomfördes lite senare och under februari 1995 användes båda enheter på olika testtåg. Den 17 februari 1995 kördes XP2000 till White Bay för att hämta X2-fordonen.

## Provkörningar och utställningar

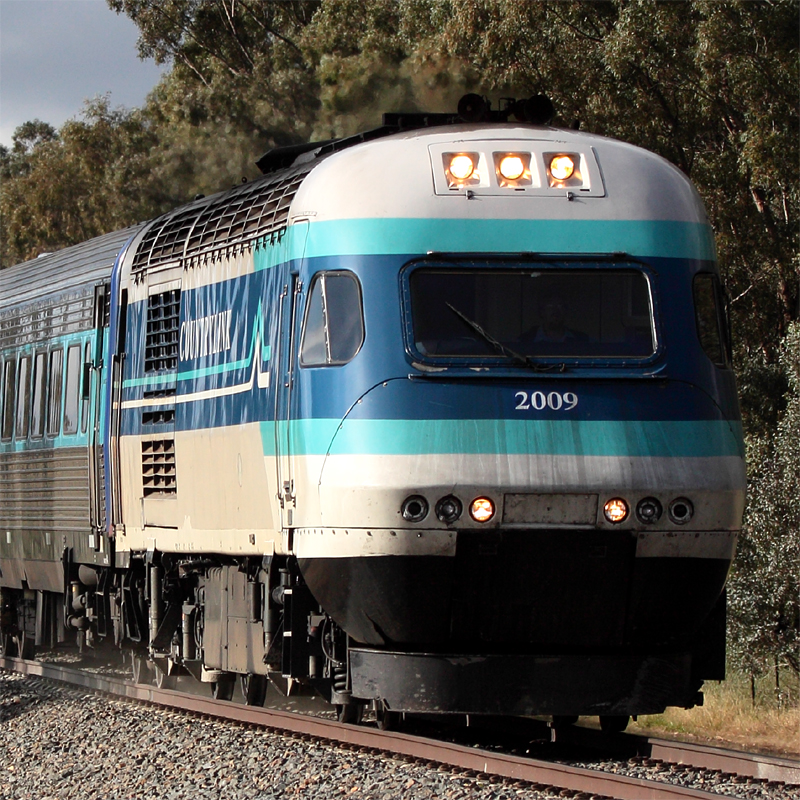
XP2009 var en av två XPT-drivenheter som användes på X 2000-tåget i Australien. Bilden togs 2010 då enheten bar en gammal Countrylink-färg (dvs, hade målats om från X 2000-färgen)

Efter ankomst till White Bay, och sättande på spåret drogs fordonen till Meeks Road XPT Maintenance Centre av XPT drivenheten XP2000 för att justeras och genomgå olika prov. På morgonen till onsdagen den 22 februari 1995 trädde X 2000-tåget fram på East Hillsbanan för att bekräfta dess bromsförmåga. Efter detta följde (några dygn senare) provkörningar till Campbelltown, Moss Vale (26 februari) och till slut Canberra. Provkörningarna fortsatte och den 4 mars 1995 körde X 2000-tåget sträckan Sydney till Canberra, via East Hills, i tre timmar och femton minuter. Den 5 mars 1995 kördes den första officiell färd där VIP:er åkte till Canberra och tillbaka. Dygnet därpå åkte tåget till Canberra igen för en barnfond.
Den 7 mars 1995 började X 2000 en tur över nästan hela av Countrylinks järnvägsnät som varade i cirka två veckor. Under denna tur drogs X2-fordonen av antingen XP2000, eller XP2009. Turplanen redovisas nedan.
| Datum        | Ställe/n                                   |
| ------------ | ------------------------------------------ |
| 7 mars 1995  | Gosford och Newcastle                      |
| 8 mars 1995  | Maitland, Taree och Wauchope               |
| 9 mars 1995  | Kempsey, Coffs Harbour, Grafton och Casino |
| 10 mars 1995 | Lismore, Byron Bay, och Murwillumbah       |
| 11 mars 1995 | Brisbane                                   |
| 12 mars 1995 | Armidale och Tamworth                      |
| 13 mars 1995 | Moree, Narrabri, och Gunnedah              |
| 14 mars 1995 | Muswellbrook och Singelton                 |
| 15 mars 1995 | Lithgow, Bathurst, och Orange              |
| 16 mars 1995 | Dubbo och Parkes                           |
| 17 mars 1995 | Broken Hill                                |
| 18 mars 1995 | Sutherland och Wollongong                  |
| 19 mars 1995 | Campbelltown och Penrith                   |
| 20 mars 1995 | Moss Vale, Goulburn, och Queanbeyan        |
| 21 mars 1995 | Cootamundra, Junee, Wagga Wagga och Albury |
| 22 mars 1995 | Melbourne                                  |

Vissa delar av turen uteblev dock, på grund av att tåget blev förbjudet i delstaten Victoria samt förbjudet från att köra över Blue Mountains (på västra stambanan) på grund av det stora antalet kurvade perronger mellan Emu Plains och Lithgow. Då endast ett mindre antal perronger på linjen mellan Sydney och Canberra hade skurits tillbaka för att ge plats för X 2000-tåget medförde detta att X2-fordonen var för breda för att stanna vid många av perrongerna där de skulle ställas ut. Detta problem löstes genom att Countrylink beslutade att det skulle duga att ställa fordonen ut på spår som var intilliggande till perrongerna (såsom mötesspår) samt att de skaffade några trappor och ramper för att sätta mellan fordonen och perrongen.
I slutet av mars flyttades manövervagnen SJ 2520 till Cooks River godsbangård där den lastades på lastbilssläp och kördes till Sydney Royal Easter Show för att utgöra en del av State Rails utställning From Steam to Dream (svenska "Från ånga till dröm"). Medan SJ 2520 var på Sydney Royal East Show kördes de två andra vagnarna till Maitland för att ställas ut vid Maitland Steamfest den 7 och 8 april.

## I tjänst
Mellan 23 april och 18 juni 1995 körde X 2000-tåget två turer i varje riktning per dag mellan Sydney och Canberra. Restiderna för samtliga färder var mellan 3 timmar 25 minuter och 3 timmar 28 minuter, som kan jämföras med en restid av 4 timmar 8 minuter för vanliga explorertåget SP19 i januari 1994. Efter en planerad upprustning av banan räknade man med att få ner tiden till under tre timmar. X 2000-färderna beviljades speciella tågnummer, tågnumren SJ-1 och SJ-3 användes på nedfärderna (mot Canberra) medan SJ-2 och SJ-4 användes på uppfärden (mot Sydney).
Det fanns två klasser på tåget, så kallade Premium Class (svenska: premium klass) som förekom endast i sittvagnen (används som 1 klass hos SJ) samt First Class (svenska: första klass) som förekom i bistrovagnen och manövervagnen (används som 2 klass hos SJ), det fanns ingen andra klass på tåget. Passagerare i premiumklass fick, vid påstigning, ett glas champagne eller apelsinjuice (som inkluderades i biljettpriset) samt, under resan, en maträtt som levererades från bistron till passagerarens sittplats (som också inkluderades i biljettpriset). Priset för en biljett mellan Sydney och Canberra i premium klass var $74,70 (ungefär 400 svenska kronor) medan en biljett i första klass var billigare och kostade samma som en första klass-biljett på ett Xplorertåg på sträckan - $49,80 (ungefär 265 svenska kronor).

### Tidtabeller för X2000-färder
|              | SJ-1       | SJ-3  |
| ------------ | ---------- | ----- |
| Sydney C     | 06:45      | 14:45 |
| Campbelltown | 07:20      | 15:22 |
| Moss Vale    | stannar ej | 16:17 |
| Goulburn     | 08:58      | 17:00 |
| Canberra     | 10:10      | 18:10 |

|              | SJ-2  | SJ-4       |
| ------------ | ----- | ---------- |
| Canberra     | 10:45 | 18:30      |
| Goulburn     | 11:54 | 19:39      |
| Moss Vale    | 12:37 | stannar ej |
| Campbelltown | 13:37 | 21:22      |
| Sydney C     | 14:10 | 21:58      |

### Jämförelse av restider
| Tågnummer | Destination                     | Restid         | Sträcka | Medelhastighet | Övrigt                                      |
| --------- | ------------------------------- | -------------- | ------- | -------------- | ------------------------------------------- |
| SP35      | Sydney–Canberra via Strathfield | 4 tim. 18 min. | 326 km  | 75,8 km/t      | Vanlig tjänst år 2011. Körs med Xplorer.    |
| SP19      | Sydney–Canberra via Strathfield | 4 tim. 8 min.  | 326 km  | 78,9 km/t      | Vanlig tjänst år 1994. Kördes med Xplorer.  |
| Okänt     | Sydney–Canberra via East Hills  | 3 tim. 15 min. | 317 km  | 97,5 km/t      | Provkörning 4 mars 1995. Kördes med X 2000. |
| SJ-1      | Sydney–Canberra via East Hills  | 3 tim. 25 min. | 317 km  | 92,8 km/t      | Vanlig tjänst maj 1995. Kördes med X 2000.  |

## Tillbaka till moderlandet
Countrylink hade hoppats att förlänga X 2000:s besök till Australien, en möjlighet som Countrylink undersökte, men det var inte möjligt att göra så och X 2000:s sista färd i tjänst i Australien ägde rum den 18 juni 1995. Efter detta togs fordonen tillbaka till Meeks Road XPT Maintenance Centre där de modifierades och Countrylinks namn och logga plockades bort från vagnarna innan hemresan. 
Den 26 juni 1995 avgick fordonen XP2009, SJ 2520, SJ 2620 samt SJ 2819 från Meeks Road XPT Service Centre på väg mot White Bay. Tåget användes för att flytta X2-fordonen till White Bay för att lastas på fartyget MV Eurogracht och ankom till White Bay klockan 0625. Den första vagn att lastas på fartyget, manövervagnen SJ 2520 lastades på fartyget omkring middag och följdes av sittvagnen och bistrovagnen.